# Bebe
|  | Per a altres significats, vegeu «Bebe (ciutat)». |

Nieves Rebolledo Vila (València, 9 de maig del 1978), més coneguda amb el nom artístic de Bebe, és una cantautora i actriu espanyola.
Filla de músics components del grup folk Suberina, la cantant Bebe va néixer el 9 de maig de 1978 a València, encara que només hi va viure un any. Va estar criada a Extremadura: «I aquesta extremenya criada a Zafra i a Montijo, aferrada a la seva terra, la seva família i la seva gent [...]», diu la biografia del seu web oficial. Més tard la seva família es traslladarà a Mèrida i després a Badajoz. L'any 1995 començarà la seva trajectòria de corista amb el grup Vanagloria. Al cap d'un temps, començà a cantar sola en un bar anomenat «Cabeza de Toro».
El 1996 acaba el COU i se'n va a estudiar Arts dramàtiques a Madrid. El 2001 guanyarà un concurs de cantautors d'Extremadura. El 27 de juny de 2006 anuncia que es retira (almenys, temporalment) del món de la música i dels escenaris, després d'haver tingut un èxit totalment inesperat amb el seu primer treball discogràfic, el disc "Pafuera Telarañas" llançat el 2004, que l'ha portada a fer una gira de presentació de més de dos anys.
Ha col·laborat amb Tontxu, Luis Pastor, El Combo linga i el Tío Calambres.

## Discografia

### Àlbums
- Pafuera Telarañas (2004)
- Y punto (2009)
- Un Pokito De Rocanrol (2011)
- Cambio de piel (2016)

### Senzills
- Malo
- Ella
- Con mis manos
- Siempre me quedará
- Como los olivos

## Filmografia
- Libertad (2020)[4]
- 10 años con Bebe (Documental) - 2016
- Caótica Ana - 2007
- La educación de las hadas - 2006
- Busco - 2006
- El comisario (TV) - 2004
- El oro de Moscú - 2003
- Al sur de Granada - 2003
- Entre cien fuegos (TV) - 2002

## Premis i reconeixements
Premis de la Música 2006
- Nominada a Millor Cançó (Malo)
- Nominada a Millor Cançó Electrònica (Corre)
- Nominada a Millor Arrangista (Carlos Jean - Pafuera Telarañas
- Nominada a Millor Productor Artístic (Carlos Jean - Pafuera Telarañas)
- Nominada a Millor Tècnic de So (José Luis Crespo - Pafuera Telarañas)

Premi Border Breakers 2006
Premis de la Música 2005
- Autor Revelació (Malo)
- Artista Revelació (Pafuera telarañas)
- Millor Álbum de Pop (Pafuera telarañas)
- Millor Vídeo Musical (Joan Vallverdú - Malo)

Premi Extremadura a la Creació 2005
- Millor obra produïda per autor extremeny.

Premis Ondas 2004
- Artista Revelació

Premi dona i mijans de comunicació 2005
Premis MTV
- Nominada a Millor artista espanyol

Premis Goya
- Nominada a Millor cançó original (Corre) 2005

Grammy Llatins 2005
- Millor Nova Artista